# Farol da Barra
Farol da Barra är en strand i Brasilien.   Den ligger i kommunen Salvador och delstaten Bahia, i den östra delen av landet, 1 100 km öster om huvudstaden Brasília.